# 长茎锥棘吸虫
长茎锥棘吸虫（学名：Petasiger longicirratus）为棘口科锥棘属的动物。在中国大陆，分布于河北白洋淀、江苏等地，营寄生生活，宿主红赤麻鸭以及斑咀鸭，寄生于十二指肠与小肠。